# بالاكتا (كراسنوجارسك)
بالاكتا (بالروسية: Балахта) هي مدينة في مقاطعة كراسنويارسك كراي في روسيا.
يبلغ عدد سكانها حوالي 7553  نسمة.